# 南武平町
南武平町（みなみぶへいちょう）は、愛知県名古屋市中区にあった地名。現在の栄四丁目・栄五丁目の各一部に相当する。
1丁目から5丁目が設定されていた。

## 地理
名古屋市中区中央部に位置していた。東は七曲町・大坂町3丁目・池田町・松島町、西は南久屋町1丁目～3丁目・大阪町2丁目・月見町、南は東陽町2丁目・3丁目、北は新栄町1丁目・2丁目に接していた。

## 歴史

### 地名の由来
武平町という町名は清洲越しの際、普請奉行松井武兵衛が屋敷を構えたことから武兵衛町（のち武平町）と称したものである。当地はその伝馬町筋以南にあたる。

### 沿革
- 明治5年9月 - 武平町筋の伝馬町以南に愛知郡南武平町として成立[1][3]。
- 1878年（明治11年） - 名古屋区成立に伴い、同区南武平町となる[3]。
- 1887年（明治20年） - 愛知県尋常師範学校が、七間町より当地に移転[3]。
  - 同年7月11日 - 宣教師F.C.クラインが私立愛知英和学校を開校（同年9月名古屋英和学校と改称）[4]。
- 1889年（明治22年） - 名古屋市成立に伴い、同市南武平町となる[3]。
- 1890年（明治23年） - 愛知県測候所が新設される[3]。
- 1900年（明治33年） - 愛知県庁が南久屋町より当地に移転[3]。翌年、隣接地に県議事堂が建設される[3]。
- 1903年（明治36年） - 愛知県立高等女学校が設置される[3]
- 1905年（明治38年）12月27日 - 私立名古屋産婆看護学校が設立される[5]。
- 1907年（明治40年）7月15日 - 一部を新栄町に分割編入する[1]。
- 1908年（明治41年）4月1日 - 中区成立に伴い、同区南武平町となる[1]。角川日本地名大辞典によれば、同時に東区南武平町が成立したという[3]。
- 1911年（明治44年）11月1日 - 町域変更を以下の通り実施した[1]。角川日本地名大辞典によれば、東区南武平町が同区武平町となったという[3]。
  - 前津小林町字上キロメキ・南鍛冶屋町2・3丁目を南武平町3丁目に編入。
  - 前津小林町字上キロメキ・下キロメキを南武平町4丁目に編入。
  - 栄町筋以北の南武平町1・2丁目を東区武平町とした。
  - 従来の南武平町3・4丁目を南武平町1・2丁目に変更。
- 1912年（大正元年）10月 - 中区南武平町内に大正蓄音機株式会社が設立される[6]。
- 1944年（昭和19年）2月11日 - 栄区成立に伴い、同区南武平町となる[1]。
- 1945年（昭和20年）11月3日 - 栄区廃止に伴い、中区南武平町となる[1]。
- 1969年（昭和44年）10月21日 - 住居表示実施に伴い、南武平町1～3丁目が栄四丁目、南武平町2～4丁目が栄五丁目に編入され、消滅[1]。